# ルーカス・ペストルベルガー
ルーカス・ペストルベルガー (Lukas Pöstlberger 1992年1月10日フェックラブルック - ) は、オーストリアの自転車競技選手。2012年のロードレース・オーストリア選手権勝者。

## 主な戦績
2011
シビウ・サイクリングツアー 区間1勝（第1ステージ）
2012
オーストリア選手権
 ロードレース 優勝
個人タイムトライアル4位
ツール・ド・ラヴニール 区間1勝（第3ステージ）
2013
グランプリ・クラーニ 優勝
シビウ・サイクリングツアー 総合6位
 新人賞
2014
ツール・ボヘミア 優勝
2015
 アン・ポスト・ラース 総合優勝
オーストリア一周 区間1勝（第７ステージ）
オーバーエスターライヒ一周  山岳賞
イストリアン・スプリング・トロフィ 総合10位
区間1勝（プロローグ）
2016
オーバーエスターライヒ一周 区間1勝（第4ステージ）
2017
ジロ・デ・イタリア
区間1勝（第1ステージ）
  獲得（第1ステージ）
E3・ハレルベーク 5位
2018
オーストリア選手権
 ロードレース 優勝
2021
クリテリウム・デュ・ドーフィネ 区間優勝（第2ステージ）

### グランツールの総合成績
| グランツール               | 2017 | 2018     | 2019     | 2020     |
| -------------------------- | ---- | -------- | -------- | -------- |
| ジロ・デ・イタリア         | 114  | ―        | ―        | ―        |
| ツール・ド・フランス       | ―    | 132      | リタイア | リタイア |
| ブエルタ・ア・エスパーニャ | ―    | リタイア | ―        | ―        |